# Goran Suton (rukometaš)
Goran Suton (Mostar, 25. srpnja 1968. – Njemačka, 25. studenoga 2016.), bivši bosanskohercegovački i hrvatski rukometni reprezentivac, te rukometni trener. Nosio je i hrvatsko državljanstvo.
Jedno od najistaknutijih rukometnih imena grada Mostara. Igrao za RK Split, s kojim se natjecao u Kupu EHF sezone 1998./99. godine.
Bio je igrač i trener Zrinjskog iz Mostara. Bio je i mladi reprezentativac Jugoslavije i bosanskohercegovački reprezentativac. U Zrinjskom je trenirao i mlađe kategorije rukometaša godišta 1988./89. iz koje je ponikao i Igor Karačić. Trenirao je njemačke klubove iz Bundeslige Düsseldorf i Lübbecke. Iznenada je umro 25. studenoga 2016. u 48. godini života u Njemačkoj, a pokop se održao u Mostaru. Otac je dvojice sinova. Sin Tim bio je najbolji mladi igrač Njemačke i postao je njemački reprezentativac,  igrajući na poziciji srednjeg vanjskog, iznimne snage, siline i razorna udarca, stilom igre podsjećajući na Nikolu Karabatića. Tim je igrajući za Njemačku bio svjetski juniorski prvak te proglašen za najboljeg igrača prvenstva. Sin Sven igrao je za mladu bosanskohercegovačku reprezentaciju.
Bio je viši rukometni trener, NLP-trener, mentalni trener, kineziolog. Svoju strast, emocionalnu i mentalnu snagu uspješno je primjenjivao i kao aktivni igrač, državni reprezentativac i kao trener. Održavao je predavanja mentalne snage, na kojima je prenio svoja iskustva s igračima, ali i s drugim poslovnim ljudima. Govorio je kako je kao igrač prepoznao mentalni potencijal u pripremi za utakmicu. Kazao je poslije da se pred trenerski posao nastojao educirati u području mentalne snage, tako da bi ono što je nekad radio nesvjesno "iz trbuha", poslije dao neku znanstvenu potporu.

## Vanjske poveznice
- Stranice Gorana Sutona  Arhivirana inačica izvorne stranice od 15. studenoga 2018. (Wayback Machine)
- EHF-ova baza podataka[neaktivna poveznica]